# Serafín Fanjul
Serafín Fanjul García (Madrid, 4 de septiembre de 1945) es un arabista e historiador español, especializado en temas del mundo islámico y el desarrollo de España como Estado nación.

## Biografía
Nacido en Madrid el 4 de septiembre de 1945, se doctoró en Filosofía y Letras, especialidad en filología semítica, por la Universidad Complutense de Madrid; se considera discípulo de Emilio García Gómez. Su memoria de licenciatura la dedicó a Ahmed Rami (poeta), y su tesis fue sobre El mawwal egipcio, expresión literaria popular (1973). Se licenció también en Historia de América y en 2011 fue elegido miembro de la Real Academia de la Historia. 
Fue director del Centro Cultural Hispánico de El Cairo y es actualmente catedrático de Literatura Árabe en la Universidad Autónoma de Madrid. Colabora como columnista en el periódico ABC y colaboró igualmente en El Independiente, La Gaceta y en el diario electrónico Libertad Digital.

## Visión política
Fanjul militó en el PCE hasta finales de los años 70, cuando presentó una carta pública de dimisión en el periódico Diario 16 en la que expresó su oposición a la política norteafricana del partido. En la actualidad, tiende a criticar en sus artículos la postura de académicos y políticos españoles que considera demasiado complacientes hacia el Islam y los llamados nacionalismos periféricos (como los nacionalismos vasco, catalán, gallego, andaluz o canario). 
Aboga, además, por la extensión de la libertad y de los derechos humanos en los países islámicos y advierte del resurgimiento de una nueva dhimmitud (aceptar un papel subordinado de los no musulmanes) que adoptan algunos intelectuales europeos.
Estas ideas han sido punto de controversia en el hasta entonces tranquilo mundo del arabismo español, del que el propio Serafín ha asegurado no querer ser revulsivo sino presentador de datos reales y coherentes.[cita requerida] En su ámbito de especialización, critica lo que considera doble rasero de algunos arabistas, a los que acusa de defender sociedades en las cuales no estarían dispuestos a vivir, y cuestiona la idealización del pasado islámico, particularmente de Al-Ándalus, y el discurso multiculturalista, que considera históricamente falso y políticamente contraproducente.[cita requerida] José Antonio González Alcantud describió a Serafín Fanjul como «paladín de lo antiárabe».

## Obras

### Obras académicas
- Las canciones populares árabes (Madrid:Pub. Rev.Almenara, 1976)
- Literatura popular árabe (Madrid: Editora Nacional, 1977)
- El Mawwal egipcio: Expresión literaria popular (Madrid:Instituto Hispano-Árabe de Cultura, 1976)
- Al-Ándalus contra España. La forja del mito[6] (Siglo XXI, 2000)
- La quimera de Al-Andalus (Tres Cantos: Siglo XXI, 2004, 2005)
- Crónica mozárabe de 754 (Valencia: Alfons El Magnànim, 2011)
- Buscando a Carmen (Tres Cantos: Siglo XXI, 2012)
- Al-Andalus, una imagen en la historia (Madrid: RAH, 2012)

### Traducciones del árabe
- Cenizas de Zakariyya Tamer (Madrid: Casa Hispano-Árabe de Cultura, 1969)
- La ciidad del garab de Abd al-Basit al-Sufi (Madrid: Casa Hispano-Árabe de Cultura, 1969)
- Libro de los avaros de Al-Yahiz. Madrid: Editora Nacional, 1974.
- A través del Islam de Ibn Battuta (en colaboración con Federico Arbós).Madrid:Editora Nacional, 1981. Madrid: Alianza Editorial, 2005
- Venturas y desventuras del pícaro Abu l-Fath de Alejandría o Maqamas de Al-Hamadani. Madrid: Alinaza Editorial, 1988
- Descripción general de África de Juan León Africano.Barcelona:Lunwerg, 1995. Granada: Fundación El Legado Andalusí, 2004

### Ficción
- El retorno de Xan Furabolos. Madrid: Molinos de Agua, 1983 (relatos)
- Los de Chile  Madrid: Libertarias/Prodhufi, 1994 (novela)
- Habanera de Alberto García. La Habana: Academia, 1996. Madrid. Escolar y Mayo, 2010